# Пайн-Гроув (Вашингтон)
Пайн-Гроув (англ. Pine Grove) — переписна місцевість (CDP) в США, в окрузі Феррі штату Вашингтон. Населення — 129 осіб (2020).

## Географія
Пайн-Гроув розташований за координатами 48°39′1″ пн. ш. 118°41′2″ зх. д. / 48.65028° пн. ш. 118.68389° зх. д. (48.650161, -118.683784).  За даними Бюро перепису населення США в 2010 році переписна місцевість мала площу 1,27 км², уся площа — суходіл.

## Демографія
Згідно з переписом 2010 року, у переписній місцевості мешкало 145 осіб у 59 домогосподарствах у складі 47 родин. Густота населення становила 114 особи/км².  Було 67 помешкань (53/км²).
Расовий склад населення:
| - 93,8 % — білих - 4,1 % — корінних американців |

До двох чи більше рас належало 2,1 %. Частка іспаномовних становила 2,1 % від усіх жителів.
За віковим діапазоном населення розподілялося таким чином: 26,2 % — особи молодші 18 років, 53,1 % — особи у віці 18—64 років, 20,7 % — особи у віці 65 років та старші. Медіана віку мешканця становила 39,2 року. На 100 осіб жіночої статі у переписній місцевості припадало 107,1 чоловіків;  на 100 жінок у віці від 18 років та старших — 94,5 чоловіків також старших 18 років.
Середній дохід на одне домашнє господарство  становив 50 506 доларів США (медіана — 37 639), а середній дохід на одну сім'ю — 48 939 доларів (медіана — 35 781). За межею бідності перебувало 1,5 % осіб, у тому числі 4,3 % дітей у віці до 18 років та 0,0 % осіб у віці 65 років та старших.
Цивільне працевлаштоване населення становило 28 осіб. Основні галузі зайнятості: роздрібна торгівля — 25,0 %, виробництво — 21,4 %, транспорт — 17,9 %, публічна адміністрація — 17,9 %.